# حكاية الحكايات (حكاية)
حكاية الحكايات (بالإيطالية: Lo cunto de li cunti)‏ هي حكاية خرافية من تأليف الشاعر الإيطالي جامباتيستا باسيل نشرها في القرن السابع عشر وإشتركت شقيقته أدريانا باسيل في تأليفها في نابولي. وتحكي هذه القصة حكاية 3 ممالك متجاورة الأولى يحكمها أشخاص فاجرين والثانية يحكمها وحش والثالثة تحكمها عائلة ينقصها وريث. في سنة 2015 تم إنتاج فيلم لهذه الحكاية بنفس الاسم وقد كان من بطولة الممثلة المشهورة سلمى حايك وإخراج ماتيو غاروني.